# Autonomistes Demòcrates Progressistes
Autonomistes Demòcrates Progressistes (ADP) fou un partit polític de la Vall d'Aosta, d'orientació social liberal i cristiana d'esquerra. Els seus principals dirigents eren Cesare Dujany, Maurizio Martin, Angelo Pollicini, Ilario Lanivi, Giuseppe Maquignaz i Giorgio Lavoyer.
Fou fundat el 1984 per la unificació dels Demòcrates Populars i la Unió Valldostana Progressista. A les eleccions regionals de la Vall d'Aosta de 1988 va obtenir l'11% dels vots i quatre diputats regionals. El 1991 va patir l'escissió dels Autonomistes Independents d'Ilario Lanivi, i a les regionals de 1993 en coalició amb el Partit Republicà Italià, va obtenir el 6,5% dels vots i dos diputats regionals. El 1998 la major part del grup, dirigit per Lavoyer, s'uní a l'Aliança Popular Autonomista per a formar la Fédération Autonomiste.
De 1983 a 1994 ADP fou representanda al Senat d'Itàlia per Cesare Dujany, qui fou reescollit fins al 1996 dins la coalició Per la Vall d'Aosta.